# Chaetomitrium elongatum
Chaetomitrium elongatum är en bladmossart som beskrevs av Frans François Dozy och Molkenboer 1846. Chaetomitrium elongatum ingår i släktet Chaetomitrium och familjen Hookeriaceae. Inga underarter finns listade i Catalogue of Life.